# Stazione di Kawaramachi (Kyoto)
La stazione di Kawaramachi (河原町駅?, Kawaramachi-eki) è il capolinea finale della linea principale Hankyū Kyōto delle Ferrovie Hankyū, ed è situata a Kyoto, nel quartiere di Shimogyō-ku, nel centro della città. Usciti in superficie, attraversando il fiume Kamo si può raggiungere la stazione di Gion-Shijō e utilizzare i treni della linea principale Keihan delle Ferrovie Keihan. Il tempo di trasbordo è calcolabile in circa 10 minuti a passo normale. 
La zona attorno alla stazione (Shijō Kawaramachi) è uno dei cuori commerciali di Kyoto e il settore immobiliare dell'area è fra i più cari della città di Kyoto. La stazione è direttamente collegata ai grandi magazzini Takashimaya, con un lussuoso supermercato alimentare nel piano interrato.

## Linee
- Ferrovie Hankyū
  - ■ Linea principale Hankyū Kyōto